# 커르처그구

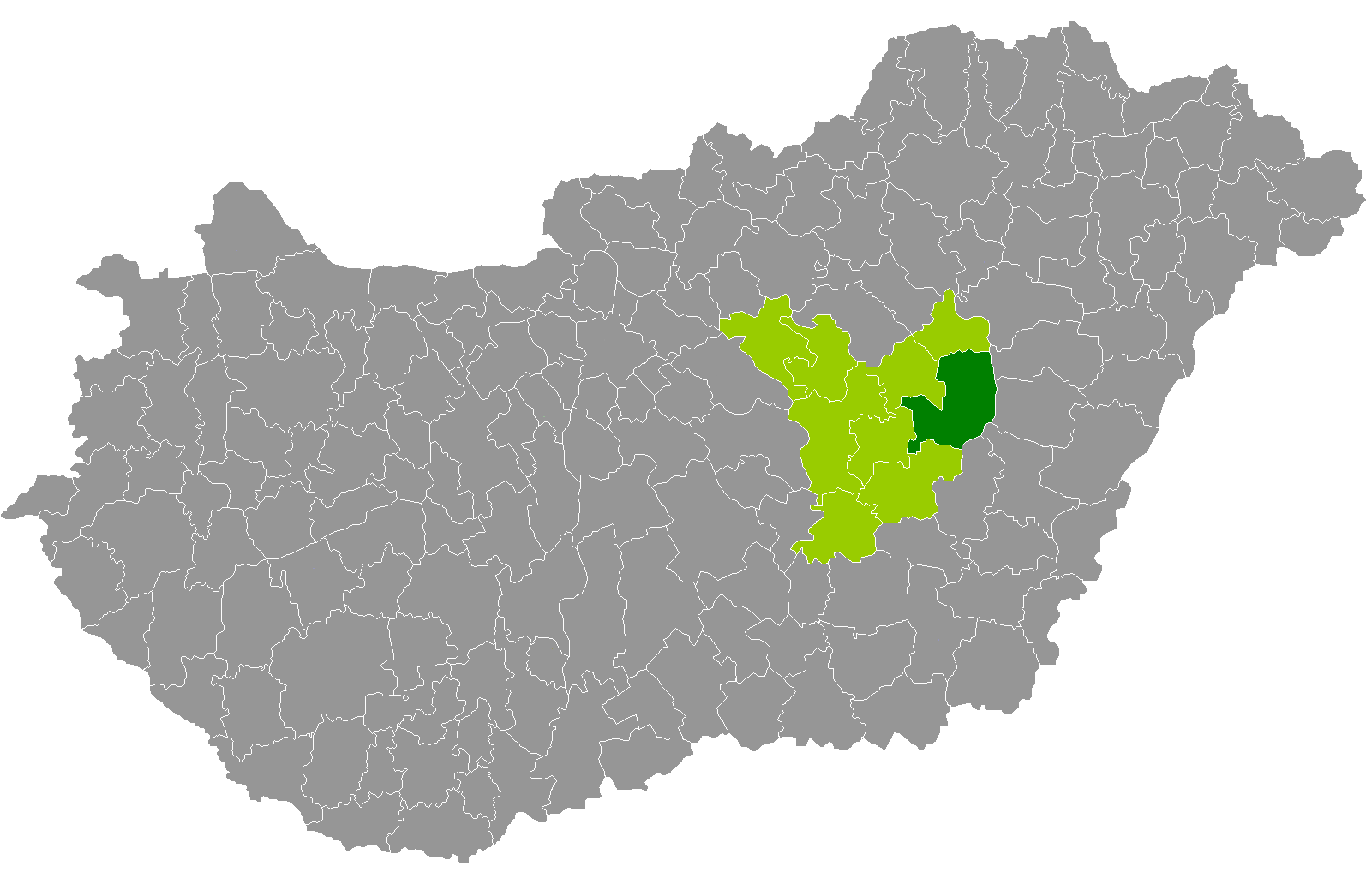
야스너지쿤솔노크주 지도에 표시된 커르처그구의 위치

커르처그구(헝가리어: Karcagi járás)는 헝가리 야스너지쿤솔노크주에 위치한 구로 구청 소재지는 야스베레니이며 면적은 857.26km2, 인구는 43,226명(2011년 기준), 인구 밀도는 50명/km2이다.
동쪽으로는 허이두비허르주 퓌슈푀클러다니구, 남동쪽으로는 베케시주 세그헐롬구, 조머엔드뢰드구, 남쪽으로는 메죄투르구, 서쪽으로는 퇴뢱센트미클로시구, 쿤헤제시구와 접한다. 5개 지방 자치체(3개 시, 2개 마을)를 관할한다.

구 문장